# Eugen Müllner
Eugen Müllner (* 25. August 1822 in Jagodnen; † 1878) war ein deutscher Rittergutsbesitzer, Politiker und Mitglied des Deutschen Reichstags.

## Leben
Müllner besuchte das Gymnasium in Rastenburg und widmete sich der Landwirtschaft auf seinem Rittergut Jagodnen bei Schimonken. Er war Kreisdeputierter, Provinzial-Landtagsabgeordneter und Kreisausschuss-Mitglied.
Von 1877 bis 1878 war er Mitglied des Deutschen Reichstags für den Reichstagswahlkreis Regierungsbezirk Gumbinnen 7 und die Deutsche Fortschrittspartei.